# Rue de Béthune
La rue de Béthune est une voie publique de la commune française de Lille. Elle est située dans le centre-ville et réglementée en aire piétonne.

## Situation et accès
La rue de Béthune est la principale rue commerçante de la ville. Elle relie la rue du Sec-Arembault, qu'elle prolonge, jusqu'à la place de Béthune. Elle est à proximité des stations République Beaux-arts et Rihour de la ligne 1.
Rues adjacentes
- Extrémité ouest
  - Place de Béthune
  - Rue de l'Hôpital-Militaire
- Vers le nord
  - Rue des Molfonds
  - Rue de la Vieille Comédie

Vers le sud
- - Rue d'Amiens

Extrémité est
- - Rue du Sec Arembault
  - Rue Neuve
  - Rue des Tanneurs

## Origine du nom

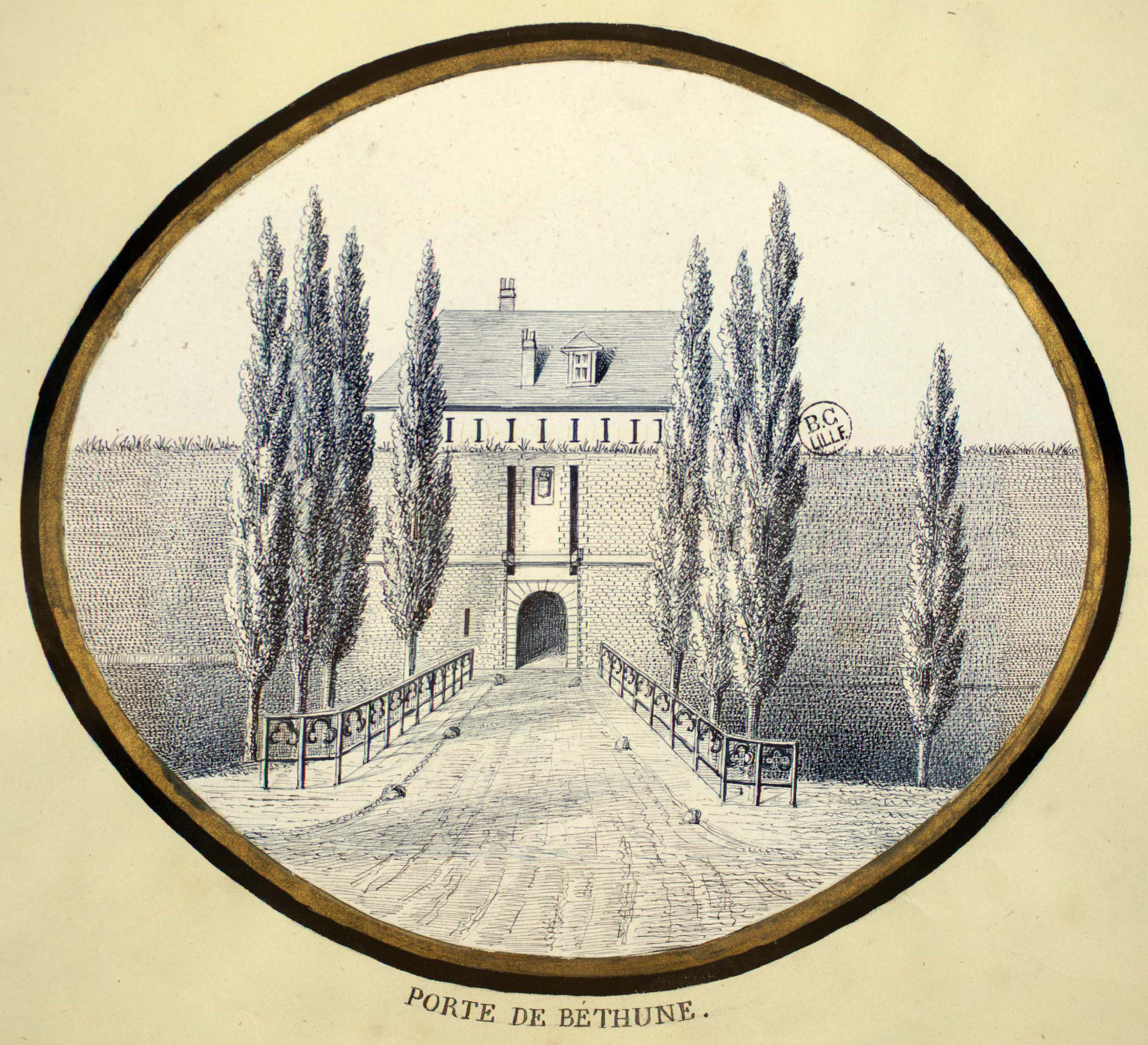
Porte de Béthune

Elle porte ce nom car elle menait à la porte de Béthune ancienne porte Notre-Dame renommée en 1793.
Cette porte ouverte en 1605 lors du IVe agrandissement de la ville remplaçait la porte du Molinel datant du IIe agrandissement et donnait accès à la route de Béthune qui passait à Wazemmes (actuelle rue Léon-Gambetta). 
Cette porte qui était située à l'emplacement de l'actuelle place Richebé fut détruite avec la partie sud-ouest des remparts entre la porte de la Barre et la Noble Tour lors de l'agrandissement de la ville de 1858.

## Historique
La rue de Béthune est située sur l'espace intégré à Lille lors de l'agrandissement de 1603, qui repousse à l'Ouest les limites de la ville.
Elle était dénommée à cette époque « rue Notre-Dame » et menait à la « porte Notre-Dame », qui était située à la limite entre l'actuelle place de Béthune et place Richebé. En 1793, la porte est renommée porte de Béthune, de même que la « place de Béthune » et la « rue de Béthune ».

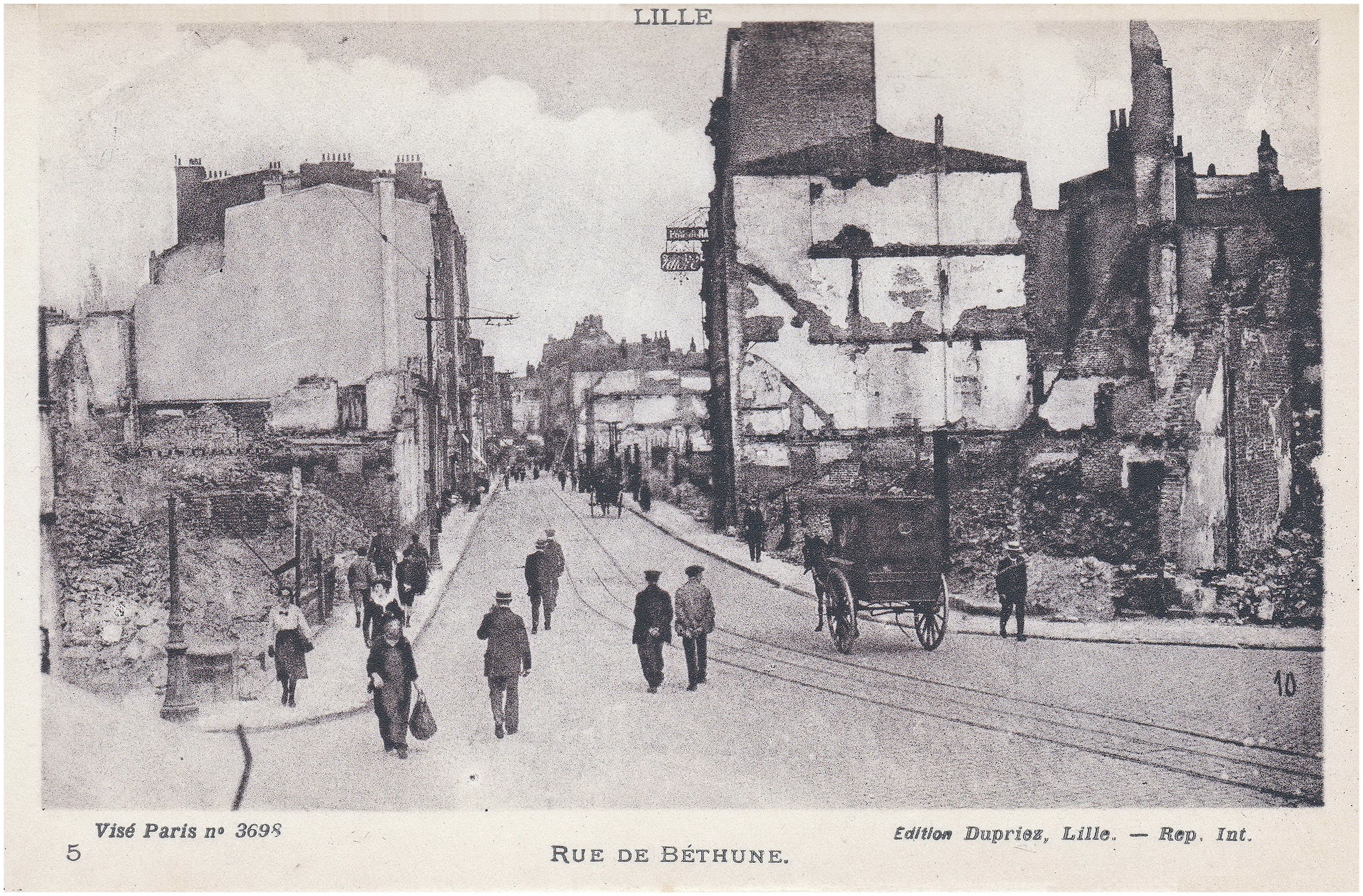
La rue de Béthune après la Première Guerre mondiale.

Située dans la paroisse Saint-Maurice, elle fait partie d'un quartier populaire jusqu'au milieu du XIXe siècle et devient une rue commerçante  à la suite de la démolition des remparts dans les années 1860 et à la création de la place de la République.
De nombreux édifices sont détruits lors des combats de la première guerre mondiale et plusieurs immeubles sont reconstruits dans cette rue au cours des années 1920.
Elle est parcourue par la voie unique des lignes de E de 1940 à 1963 et B jusqu'en 1966  dans le sens nord-sud, la voie dans l'autre sens en direction de la gare passant par la rue du Molinel.
Elle devient aire piétonne en 1974.

## et références
1. ↑  Victor Derode, Histoire de Lille et de la Flandre wallonne, Lille, Vanackère, 1877, 392 p., p. 95
2. ↑  Alexandre de Saint-Léger, Histoire de Lille, Lille, éditions des régionalismes, 2013, 205 p., p. 195
3. ↑  Pierre Pierrard, La vie ouvrière sous le Second Empire, Bloud et Gay, 1965, p. 44
4. ↑  « Rue de bethune lille », sur lilledantan.com (consulté le 20 avril 2023).
5. ↑  La Voix du Nord, « Il y a quarante ans, Lille inaugurait sa première artère piétonne », La Voix du Nord,‎ 19 septembre 2014 (lire en ligne , consulté le 3 septembre 2020).